# Елизаветка (Черкасская область)
Елизаве́тка (укр. Єлизаветка) — село, с 13 ноября 1959 года в Катеринопольском районе Черкасской области Украины.
Население по переписи 2001 года составляло 605 человек. Почтовый индекс — 20544. Телефонный код — 4742.

## Местный совет
20544, Черкасская обл., Катеринопольский р-н, c. Елизаветка